# Дитрих I (Бар)
Дитрих I (на немски: Dietrich I; * ок. 965; † между 11 април 1026 и 2 януари 1027) от род Вигерихиди, e граф на Бар и херцог на Горна Лотарингия (978 – 1026/1027).

## Живот
Дитрих е третият син на херцог Фридрих I († 978) и Беатрис Френска (* 939, † 23 август след 987), дъщеря на Хуго Велики и Хедвига Саксонска и сестра на Хуго Капет.
Той последва баща си през 978 г. под регентството на майка му до 987 г. През 985 г. Дитрих се бунтува заедно с други лотарингски барони, между тях неговия братовчед Готфрид Пленика, граф на Вердюн, против френския крал Лотар, когато той обсажда Вердюн и попада в плен.
През 1011 г. Дитрих се бие за Хайнрих II против неговите роднини от Графство Люксембург. През 1018 г. той попада в Бургундия отново в плен.
През 1019 г. Дитрих прави сина си Фридрих II за свой сърегент в херцогството. През 1026 г. сина му Фридрих II умира и херцогството след смъртта на Дитрих, преминава на неговия внук Фридрих III.

## Фамилия
Дитрих се жени ок. 985 г. за Рихилда от Близгау († 1026), дъщеря на Фолмар I, граф на Мец и граф на Близгау. Техните деца са:
- Адела († 995), ∞ Валрам I († пр. 1082), граф на Арлон
- Фридрих II (* 997/99, † 17/18 май 1026), граф на Бар и херцог на Горна Лотарингия, ∞ за Матилда Швабска († 1031/1032)
- Адалберо († 1006), титуларен епископ на Мец
- Хилдегард, ∞ ок. 1000 г. Фулк III, граф на Анжу.